# Milejczyce (gmina)
Pour les articles homonymes, voir Milejczyce.
La gmina de Milejczyce est une commune rurale polonaise de la voïvodie de Podlachie et du powiat de Siemiatycze. Elle s'étend sur 151,79 km2 et comptait 2 209 habitants en 2006. Son siège est le village de Milejczyce qui se situe à environ 21 kilomètres au nord-est de Siemiatycze et à 67 kilomètres au sud de Bialystok.

## Villages
La gmina de Milejczyce comprend les villages et localités de Biełki, Borowiki, Chańki, Choroszczewo, Choroszczewo-Kolonia, Gołubowszczyzna, Grabarka, Jałtuszczyki, Klimkowicze, Lewosze, Lubiejki, Miedwieżyki, Mikulicze, Milejczyce, Nowosiółki, Osinki, Pokaniewo, Pokaniewo-Kolonia, Rogacze et Sobiatyno.

## Gminy voisines
La gmina de Milejczyce est voisine des gminy de Boćki, Czeremcha, Dziadkowice, Kleszczele et Nurzec-Stacja.